# 祈りの幕が下りる時
『祈りの幕が下りる時』（いのりのまくがおりるとき）は、東野圭吾の長編推理小説である。2013年9月13日に講談社より単行本が刊行された。2016年9月15日に講談社文庫版が発刊された。
2018年に阿部寛主演で映画化された。

## 概要
2013年8月9日に発売された文庫版『新参者』の帯で、かねてより刊行が噂されていた「書き下ろし最新作」としてタイトルや発売日が発表され、初版部数20万部で刊行された。発売まで、あらすじなどの情報を公開しないという販売手法がとられていた。刊行後に『眠りの森』が阿部寛主演でスペシャルドラマ化が発表された時点で、発行部数は27万部を記録した。
加賀恭一郎シリーズの第10作である本作ではシリーズの主人公である加賀の母親が初登場し、『卒業』『赤い指』で触れられていた彼女の失踪理由が明かされるほか、『新参者』『麒麟の翼』において加賀が配属先の管轄である日本橋に積極的に溶け込もうとしていることや、優秀ながら依然として所轄の刑事のままでいる理由が語られており、本作はシリーズひいては加賀の公私における転換期が描かれる。また、東日本大震災発生後の世相が反映され、原発作業員の労働環境に対する問題にも触れている。
このミステリーがすごい! 2014年版では10位、2013年の週刊文春ミステリーベスト10では2位を記録。2014年3月には、第48回吉川英治文学賞を受賞した。評論家の川本三郎は本作を「犯罪の背後に犯人の経済的苦境が浮かび上がる松本清張の世界を思わせる古典的ミステリー」と評し、清張作品の『砂の器』との類似を指摘している。また、書評家の岡崎武志も「東野版『砂の器』ともいえる」と評している。

## あらすじ
小菅のアパートで、滋賀県在住の40代の女性、押谷道子が腐乱遺体で発見された。アパートの住人である越川睦夫という男性は、現在消息を絶っている。
捜査一課の松宮は、事件の殺害時期や現場が近い新小岩の河川敷で発生したホームレス焼死事件との関連性を疑いながらも、道子の住む滋賀県での捜査を進める。そこで、道子が中学の同級生で演出家の浅居博美を訪ねて上京したことを突き止める。さらに、博美は松宮の従兄で日本橋署の刑事である加賀の知り合いでもあった。
松宮から博美について意見を求められた加賀は、当初は管轄違いであるため捜査の助言を送る程度であった。しかし、アパートで見つかった日本橋にある橋の名前が月ごとに書き込まれたカレンダーの存在が、この事件を思わぬ形で加賀の中で未解決となっていた失踪した母に関する謎と結びつけることになる。
カレンダーには、（1月：浅草橋、2月：左衛門橋、3月：西河岸橋、4月：一石橋、5月：柳橋、6月：常盤橋、7月：日本橋、8月：江戸橋、9月：鎧橋、10月：茅場橋、11月：湊橋、12月：豊海橋）と書かれていた。

## 登場人物
加賀恭一郎
日本橋署刑事。
松宮脩平
捜査一課刑事。加賀の従弟。
金森登紀子
加賀の父・隆正を看取った担当看護師。
加賀とは父の死以降も付き合いがある。出版社でカメラマンをしている弟・佑輔がいる。
浅居博美
舞台演出家、脚本家、女優。芸名は「角倉博美」。
両親の離婚後、父が自殺したため養護施設に引き取られて育ち、高校卒業後は演劇の道を志し劇団「バラライカ」に入団し、20代の頃に女優として活躍したが、30代頃から演出、脚本を手がけるようになり注目を集める。「バラライカ」代表の諏訪建夫とは3年間結婚生活を送っていたが、あるトラウマから子供を望んでおらず、夫に黙って堕胎していた。
加賀が日本橋署主催の少年剣道教室で講師をしていた時に、自身が手掛ける芝居のため子役達に剣道の指導をさせてもらってから加賀と知り合う。自身の堕胎歴も加賀には打ち明けている。
現在、曽根崎心中をミステリ風の視点で仕上げた「異聞・曽根崎心中」を明治座で公演中で、女優として初めて立った同じ舞台で演出を手掛けるという夢を叶えている。
田島百合子
36歳の頃に仙台のスナック「セブン」で働いていた女性で、加賀の失踪した母親。
実年齢より若く見える瓜実顔の美人で、寡黙さが魅力となり「セブン」の客から良い評判を集めていたが、やがては体調を崩していき、住んでいたアパートで変死した。
自分を律する真面目な性格で、周りにはどこか心を開いていない節もあったが、客の一人である綿部俊一とは心を通じ合う仲となっていた。
綿部俊一
50代半ば。「セブン」の客で田島百合子の恋人。電力関係の仕事に就いており、遠くの場所まで行くことが多い。他にも日本橋に度々足を運んでいる。
宮本康代から百合子の訃報を聞き、遺骨・遺品の引き取り手として加賀の住所を康代に教えたのを最後に連絡を絶つ。
宮本康代
70代。40代の頃より亡き夫が遺したスナック「セブン」と小料理屋を経営していた女性で、温泉宿の女将をしている友人から紹介された田島百合子を雇っていた。
百合子の遺体の第一発見者であり、綿部俊一が居場所を見つけた加賀に百合子の遺骨と遺品を引き取るように頼んで以来、加賀と面識を持つ。
東日本大震災後に2つの店を閉じ、店の繁栄時の貯えと年金で暮らす。
押谷道子
小菅の事件の被害者で浅居博美の中学時代の同級生。
明るくおしゃべりな性格のお節介焼きで人の好さから職場や得意先でも慕われていた。滋賀県彦根市古沢町に構える清掃会社「メロディエア」で外回りとして働いており、得意先の老人ホームで見かけた博美の母親と思しき人物の確認を博美に求めるために上京した。
浅居忠雄
浅居博美の父親。
温厚でお人好しな性格で、母の代から続く洋品店を細々と経営していたが、ある日妻の厚子が、金品類や忠雄名義の口座の金を持ち逃げして失踪、その上に忠雄名義で借金を作らされたことからヤクザに追われ追い詰められた末に自殺した。
浅居厚子
浅居博美の母親。
忠雄とお見合いで結婚したが、質素な生活振りに不満を露わにし、中学時代より噂されていた素行不良の悪さを露呈するかのように夜遊びに繰り出した末に、忠雄や博美の元から姿を消した。
現在、無銭飲食したレストランから逃げようとした際に骨折した足の治療後、老人ホームに入り浸っている「201さん」（名前を明かさないため部屋番号に由来する）と呼ばれる老婆が現在の厚子であると目されている。
苗村誠三
浅居博美や押谷道子の中学時代の担任教師。
転校した博美に励ましの手紙を書こうと生徒に呼びかけるなど生徒に優しく熱心な教師だった。
19年前から教師を辞め同時期に離婚、今は誰も彼に連絡を取れていない。
茂木和重
加賀の警察学校の同期で、所轄をいくつか転々とした後、現在は警察庁広報課に籍を置いている。
加賀に警察学校時代に助けてもらった恩もあり、加賀から頼まれた捜査協力に応じる。

## 書誌情報
- 単行本：2013年9月13日発売[1]、講談社、ISBN 978-4-06-218536-3
- 文庫本：2016年9月15日発売[2]、講談社文庫、ISBN 978-4-06-293497-8

## 映画
2018年1月27日公開。

### キャスト
- 加賀恭一郎 - 阿部寛[3]
- 浅居博美 - 松嶋菜々子[3]
- 松宮脩平 - 溝端淳平[3]
- 金森登紀子 - 田中麗奈[3]
- 浅居厚子 - キムラ緑子
- 宮本康代 - 烏丸せつこ
- 大林（警視庁捜査一課主任） - 春風亭昇太
- 石垣（警視庁捜査一課刑事部長） - 上杉祥三
- 坂上（警視庁捜査一課刑事） - 須田邦裕[11]
- 横山一俊 - 音尾琢真
- 浅居博美（20歳） -  飯豊まりえ
- 浅居博美（14歳） - 桜田ひより
- 押谷道子 - 中島ひろ子
- 藤沢おさむ ‐ 井上肇
- 米岡彰文 - 恵俊彰（カメオ出演）
- 上川菜穂 - 杏（カメオ出演）
- 田倉慎一 - 香川照之（カメオ出演）
- 今井加代子 ‐ 梅沢昌代
- 苗村誠三 - 及川光博
- 田島百合子 - 伊藤蘭
- 浅居忠雄 - 小日向文世
- 加賀隆正 - 山﨑努[3]

### スタッフ
- 原作 - 東野圭吾『祈りの幕が下りる時』（講談社文庫）
- 監督 - 福澤克雄
- 脚本 - 李正美
- 音楽 - 菅野祐悟
- 主題歌 - JUJU「東京」（ソニー・ミュージックアソシエイテッドレコーズ）
- エグゼクティブプロデューサー - 那須田淳、平野隆
- プロデューサー - 伊與田英徳、藤井和史、川嶋龍太郎、露崎裕之
- 共同プロデューサー - 岡田有正
- 音楽プロデューサー - 志田博英
- 宣伝プロデューサー - 小山田晶
- 撮影 - 須田昌弘
- 照明 - 鋤野雅彦
- 美術 - 大西孝紀
- 録音 - 松尾亮介
- VE - 塚田郁夫
- 編集 - 朝原正志
- 記録 - 古谷まどか
- VFX - 小嶋一徹
- 音響効果 - 谷口広紀
- 助監督 - 北川学
- 制作隊長 - 山野寛道
- 特別協力 - 明治座
- 協力 - 名橋「日本橋」保存会、三井不動産、人形町商店街協同組合、甘酒横丁商店会
- 配給 - 東宝
- 制作プロダクション - マックロータス
- 製作 - 映画「祈りの幕が下りる時」製作委員会（TBSテレビ、東宝、電通、毎日放送、CBCテレビ、講談社、毎日新聞社、ポニーキャニオン、RKB毎日放送、北海道放送、茂田オフィス、PPM、東北放送、TBSラジオ）

### テレビ放送
| 回数 | テレビ局  | 放送日        | 放送時間      | 放送分数 | 視聴率 | 備考           |
| ---- | --------- | ------------- | ------------- | -------- | ------ | -------------- |
| 1    | TBSテレビ | 2019年6月30日 | 21:00 - 22:48 | 108分    | 11.3%  | 地上波初放送。 |

- 視聴率はビデオリサーチ調べ、関東地区・世帯・リアルタイム。

## 舞台
2025年5月17日から5月25日までサンシャイン劇場で、5月31日から6月1日までサンケイホールブリーゼで上演。主演は小西詠斗と多田直人。

### キャスト（舞台）
- 加賀恭一郎 - 多田直人
- 松宮脩平 - 小西詠斗
- 角倉博美 - 原田樹里[13]
- 父親 - 石橋徹郎[13]
- 田中穂先、筒井俊作、岡田さつき、関口秀美、中嶋海央、早海亜衣理、辻合直澄[13]

### スタッフ（舞台）
- 原作 - 東野圭吾「祈りの幕が下りる時」（講談社文庫）[13]
- 脚本・演出 - 成井豊[13]

### 上演日程
2025年
- 5月17日 - 5月25日、東京都サンシャイン劇場[13]
- 5月31日 - 6月1日、大阪府サンケイホールブリーゼ[13]